# 終電間際≦オンライン。
終電間際≦オンライン。（しゅうでんまぎわオンライン）は、ボーカルの春茶とイラストレーターのナナカワ、クリエイターのsakuma.による日本の音楽クリエイターグループ。2019年結成。

## 概要
春茶、ナナカワ、正体を一切明かしていないクリエイターのsakuma.の3人が結成したユニット。愛称はしゅうまぎ（syumagi）、ファンネームはまぎわさん。である。
特徴として≦。がロゴマークとして使われている他、「ねこふくろう」と呼ばれるふくろうの体に猫のような耳と尻尾を持つキャラクターがグッズ、オリジナル曲のMVに登場する。
春茶を中心としたプロジェクトのコンセプトを考えている際に終電間際の改札の話になり、メンバー曰く「そこには色んな人生が行き来しているから、そこに留まり続けることで色んなストーリーを見ることができるんじゃないかと。それって、僕たちの楽曲を色んな人に聴いてもらいたいということに直結するんじゃないか」と言った話し合いになったのが由来。
終電間際という言葉の通り、発表される絵やグッズの絵はホームや電車内など「鉄道」にかかわるものが多く、時間帯は夜を感じさせるものが多い。渋谷・下北沢など京王井の頭線を連想させるワードやアートワークが度々登場する。

## メンバー
- 春茶 - ボーカル
  - 日本の女性YouTubeアーティスト、歌い手。YouTubeを中心にカバー楽曲を発信しており、自身のYouTubeチャンネルの総登録者数は150万人越え、動画は2億再生を超える（2023年3月時）。オムニバス小説「終電間際オンライン 小説集」では初の執筆を行うなどマルチな側面も持つ。
- ナナカワ - イラストレーター
  - 終電間際≦オンライン。に関するすべてのイラストやデザインを手掛けるイラストレーター。コミックタッチの人物に鮮やかな色彩を使ったイラストレーションを得意とする。
  - MVのような構図の切り取りやモチーフを好み、近年の個人制作では主にストリートファッションに身を包んだ人物の作品を中心に描いている。
- sakuma. - クリエイター
  - 終電間際≦オンライン。の全作詞・作曲・編曲・ミキシングを手掛ける。
  - 様々なアーティストへの楽曲提供なども行っている。

### 過去のサポートメンバー
レコーディング及びライブでの参加メンバー。
- 西田一紀（夜の本気ダンス） - ギター（2019年12月26日）
  - 夜の本気ダンスのギター担当。
- コヤマヒデカズ - ギター （2022年12月26日 - ）
  - CIVILIANのボーカル・ギター・作詞作曲担当。
- 西村奈央 - ピアノ、キーボード （2019年12月26日 - 2020年8月19日・20日）
- Ren（SUIREN） - ピアノ、キーボード（2022年12月26日 - ）
  - SUIRENのキーボード担当。
- 西塚真吾 - ベース （2022年12月26日- ）
  - ゴボウビのベース担当。
- 伊藤彬彦 - ドラム （2019年12月26日, 2022年12月26日 - ）
  - androp のドラム担当。
- Bucket Banquet Bis - ドラム 2022年12月26日）
  - BIGMAMAのドラム担当。

## 楽曲

### シングル
| 楽曲名                                 | 配信日         |
| -------------------------------------- | -------------- |
| 「六畳人間」                           | 2021年8月6日   |
| 「逃避行」                             | 2021年9月17日  |
| 「ユナイト」                           | 2021年12月26日 |
| 「バッデイ、グッバイ。feat.水槽」      | 2022年6月24日  |
| 「隠レ陰キャ」                         | 2022年8月26日  |
| 「真実通過」                           | 2022年10月7日  |
| 「【謝罪】お話したいことがあります。」 | 2022年11月25日 |
| 「ドッペルゲンガー feat.くじら」       | 2023年2月24日  |
| 「なりたいわ feat.×」                  | 2023年4月2日   |

### EP
| EP名                | 配信日        | 楽曲名                 |
| ------------------- | ------------- | ---------------------- |
| 余白の世界の1ページ | 2023年3月15日 | 「escape」             |
| 余白の世界の1ページ | 2023年3月15日 | 「迷題論理」           |
| 余白の世界の1ページ | 2023年3月15日 | 「リタルダンド残して」 |
| 余白の世界の1ページ | 2023年3月15日 | 「きみにおくるうた」   |
| 余白の世界の1ページ | 2023年3月15日 | 「声を吐く」           |
| 余白の世界の1ページ | 2023年3月15日 | 「ENDROLL」            |

### ミュージックビデオ
| 楽曲名                                 | 配信日         | MVリンク    |
| -------------------------------------- | -------------- | ----------- |
| 「迷題論理」                           | 2020年12月4日  | [ 動画 1 ]  |
| 「リタルダンド残して」                 | 2020年12月16日 | [ 動画 2 ]  |
| 「声を吐く」                           | 2020年12月26日 | [ 動画 3 ]  |
| 「きみにおくるうた」                   | 2021年1月15日  | [ 動画 4 ]  |
| 「ENDROLL」                            | 2021年1月29日  | [ 動画 5 ]  |
| 「escape」                             | 2021年2月12日  | [ 動画 6 ]  |
| 「六畳人間」                           | 2021年8月6日   | [ 動画 7 ]  |
| 「逃避行」                             | 2021年9月17日  | [ 動画 8 ]  |
| 「ユナイト」                           | 2021年12月26日 | [ 動画 9 ]  |
| 「バッデイ、グッバイ。feat.水槽」      | 2022年6月24日  | [ 動画 10 ] |
| 「隠レ陰キャ」                         | 2022年9月12日  | [ 動画 11 ] |
| 「真実通過」                           | 2022年10月7日  | [ 動画 12 ] |
| 「【謝罪】お話したいことがあります。」 | 2022年11月25日 | [ 動画 13 ] |
| 「ドッペルゲンガー feat.くじら」       | 2023年2月24日  | [ 動画 14 ] |

### タイアップ
| 年月      | 楽曲         | タイアップ                             | 出典        |
| --------- | ------------ | -------------------------------------- | ----------- |
| 2021年6月 | 「ユナイト」 | 『ラグナロクオリジン』タイアップソング | [ 動画 15 ] |

## ライブ
| 公演名                                                                                           | 公演日              | 公演場所          |
| ------------------------------------------------------------------------------------------------ | ------------------- | ----------------- |
| 終電間際≦オンライン。1ST LIVE                                                                    | 2019年12月26日      | 豊洲PIT           |
| 終電間際≦オンライン。コンセプトライブ 『話したいことたくさんあったんだけど、なんだったっけな』   | 2020年8月19日・20日 | LINE CUBE SHIBUYA |
| 「終電間際≦オンライン。」1st LIVE TOUR ～食欲の秋、おいしいご飯と君と音楽 詰め放題キャンペーン～ | 2021年10月13日      | Zepp Tokyo        |
| 「終電間際≦オンライン。」1st LIVE TOUR ～食欲の秋、おいしいご飯と君と音楽 詰め放題キャンペーン～ | 2021年10月22日      | Zepp Fukuoka      |
| 「終電間際≦オンライン。」1st LIVE TOUR ～食欲の秋、おいしいご飯と君と音楽 詰め放題キャンペーン～ | 2021年10月28日      | Zepp Nagoya       |
| 「終電間際≦オンライン。」1st LIVE TOUR ～食欲の秋、おいしいご飯と君と音楽 詰め放題キャンペーン～ | 2021年10月29日      | Osaka Bayside     |
| 「METTYA HARUTYA ver 1.0.12」                                                                    | 2022年12月26日      | THEATER ROPPONGI  |
| 「余白の世界の1ページ」                                                                          | 2023年4月1日        | 豊洲PIT           |

## 小説集
2020年11月10日に終電間際≦オンライン。の楽曲をテーマにした『終電間際オンライン 小説集』が、KADOKAWAより同年12月16日に発売されることを春茶のチャンネルで公開された、「君と紡ぐ物語『終電間際オンライン 小説集』Teaser」で発表。同時に予約が開始され、Amazon予約ランキングでは3部門で1位を飾った。
各楽曲をモチーフとした短編小説集となっており、春茶自身のほかに七月隆文などが参加している。小説の出版を記念し、2021年1月30日にはオンライントークイベントが開催された。
収録作品
| 作品名                 | 作者                          | モチーフとなった楽曲 |
| ---------------------- | ----------------------------- | -------------------- |
| もう一度きみに会いたい | 七月隆文                      | きみにおくるうた     |
| さがしもの             | カツセマサヒコ                | 迷題論理             |
| 熊                     | 西田一紀（夜の本気ダンス）[5] | ENDROLL              |
| 海の底にふる雪         | いぬじゅん                    | リタルダンド残して   |
| ハスリーベ             | ニャン                        | 声を吐く             |
| 月とミントと猫の羽     | 柴崎竜人                      | escape               |
| 曖昧                   | 春茶                          | （Secret Story）     |

### 動画
1. ↑   (日本語) 終電間際≦オンライン。 - 迷題論理 (Music Video) 2023年4月15日閲覧。
2. ↑   (日本語) 終電間際≦オンライン。 - リタルダンド残して(Music Video) 2023年4月15日閲覧。
3. ↑   (日本語) 終電間際≦オンライン。 - 声を吐く(Music Video) 2023年4月15日閲覧。
4. ↑   (日本語) 終電間際≦オンライン。 - きみにおくるうた(Music Video) 2023年4月15日閲覧。
5. ↑   (日本語) 終電間際≦オンライン。 - ENDROLL (Music Video) 2023年4月15日閲覧。
6. ↑   (日本語) 終電間際≦オンライン。 - escape(Music Video) 2023年4月15日閲覧。
7. ↑   (日本語) 終電間際≦オンライン。 - 六畳人間(Lyric Video) 2023年4月15日閲覧。
8. ↑   (日本語) 終電間際≦オンライン。 - 逃避 行(Lyric Video) 2023年4月15日閲覧。
9. ↑   (日本語) 終電間際≦オンライン。 - ユナイト(Lyric Video) 2023年4月15日閲覧。
10. ↑   (日本語) 終電間際≦オンライン。 - バッデイ、グッバイ。feat.水槽(Music Video) 2023年4月15日閲覧。
11. ↑   (日本語) 終電間際≦オンライン。 - 隠レ陰キャ(Lyric Video) 2023年4月15日閲覧。
12. ↑   (日本語) 終電間際≦オンライン。 - 真実通過(Lyric Video) 2023年4月15日閲覧。
13. ↑   (日本語) 【謝罪】お話したいことがあります。(Audio Video) 2023年4月15日閲覧。
14. ↑   (日本語) 終電間際≦オンライン。- ドッペルゲンガー feat.くじら(Lyric Video) 2023年4月15日閲覧。
15. ↑   (日本語) 『ラグナロクオリジン』タイアップソング 終電間際≦オンライン。- ユナイト(35sec. Trailer) 2023年4月15日閲覧。